# Wybory parlamentarne w Austrii w 1970 roku
Wybory parlamentarne w Austrii odbyły się 1 marca 1970. Frekwencja wyborcza wyniosła 91,8%.
W wyniku wyborów po raz pierwszy w powojennej historii Austrii socjaliści zdobyli więcej mandatów w Radzie Narodowej. Ich lider Bruno Kreisky utworzył rząd mniejszościowy.

## Wyniki wyborów
|  | Lista                               | Liczba głosów | %    | +/- | Mandaty | +/- |
|  | ----------------------------------- | ------------- | ---- | --- | ------- | --- |
|  | Socjalistyczna Partia Austrii (SPÖ) | 2 221 981     | 48,4 | 5,8 | 81      | 7   |
|  | Austriacka Partia Ludowa (ÖVP)      | 2 051 012     | 44,7 | 3,6 | 78      | 7   |
|  | Austriacka Partia Wolnościowa (FPÖ) | 253 425       | 5,5  | 0,1 | 6       |     |
|  | Komunistyczna Partia Austrii (KPÖ)  | 44 750        | 1,0  | 0,6 | 0       |     |
|  | inni                                | 17 793        | 0,4  |     | 0       |     |
|  | Razem                               | 4 588 961     | 100  |     | 165     |     |

### Wyniki wyborów w Krajach związkowych
| Kraje związkowe wyniki w % | ÖVP  | SPÖ  | FPÖ  | KPÖ | Inni | Frekwencja |
| -------------------------- | ---- | ---- | ---- | --- | ---- | ---------- |
| Burgenland                 | 48,1 | 48,8 | 2,7  | 0,4 | -    | 95,1       |
| Karyntia                   | 35,7 | 53,2 | 9,7  | 1,2 | 0,2  | 92,0       |
| Dolna Austria              | 50,9 | 45,2 | 2,7  | 0,9 | 0,3  | 94,9       |
| Górna Austria              | 46,0 | 46,5 | 6,7  | 0,6 | 0,2  | 93,9       |
| Salzburg                   | 43,6 | 42,5 | 13,0 | 1,6 | 0,3  | 90,3       |
| Styria                     | 45,6 | 47,9 | 5,0  | 1,2 | 0,3  | 95,7       |
| Tyrol                      | 57,9 | 35,9 | 5,5  | 0,4 | 0,2  | 94,4       |
| Vorarlberg                 | 54,7 | 31,0 | 13,6 | 0,5 | 0,2  | 95,9       |
| Wiedeń                     | 34,9 | 58,7 | 4,1  | 1,5 | 0,8  | 84,2       |